# Горный (Чишминский район)
Го́рный (баш. Горный) — село в Чишминском районе Республики Башкортостан Российской Федерации. Входит в состав Кара-Якуповского сельсовета. 
Находится на правом берегу реки Дёмы.

## География

### Географическое положение
Расстояние до:
- районного центра (Чишмы): 15 км,
- центра сельсовета (Кара-Якупово): 3 км,
- ближайшей ж/д станции (Чишмы): 15 км.

## Население
| 2002 | 2009 | 2010 |
| ---- | ---- | ---- |
| 703  | ↗705 | ↗712 |

Национальный состав
Согласно переписи 2002 года, преобладающая национальность — башкиры (50 %).

## Религия
В селе есть мечеть.